# عشق بی‌وفا (فیلم ۱۹۹۱)
عشق بی‌وفا (به هندی: Sanam Bewafa) فیلمی محصول سال ۱۹۹۱ و به کارگردانی ساوان کومار تک است. در این فیلم بازیگرانی همچون سلمان خان، چندنی، کانچان، پران، دنی دنزونگپا، پانت ایثار ایفای نقش کرده‌اند.